# Campeonato Africano de Atletismo de 2016 - 5000 m masculino
A prova dos 5000 metros masculino do Campeonato Africano de Atletismo de 2016 foi disputada no dia 26 de junho no Kings Park Stadium  em Durban,  na África do Sul. Participaram da prova 28 atletas sendo que 21 concluíram a prova. 

## Recordes
Antes desta competição, os recordes mundiais e do campeonato nesta prova eram os seguintes:
|                       | Nome            | Nacionalidade | Tempo      | Local   | Data                |
| --------------------- | --------------- | ------------- | ---------- | ------- | ------------------- |
| Recorde mundial       | Kenenisa Bekele | Etiópia       | 12m 37s 35 | Hengelo | 31 de maio de 2004  |
| Recorde do campeonato | Simon Chemoiywo | Quênia        | 13m 09s 68 | Durban  | 27 de junho de 1993 |
| Recorde africano      | Kenenisa Bekele | Etiópia       | 12m 37s 35 | Hengelo | 31 de maio de 2004  |

## Medalhistas
| Ouro                   | Prata              | Bronze                    |
| Douglas Kipserem (KEN) | Elroy Gelant (RSA) | Mangata Kimai Ndiwa (KEN) |

## Cronograma
Todos os horários são locais (UTC+2). 
| Data        | Hora  | Evento |
| ----------- | ----- | ------ |
| 26 de junho | 18:10 | Final  |

## Resultado final
| Posição           | Atleta                | Nacionalidade                  | Tempo    | Notas            |
| ----------------- | --------------------- | ------------------------------ | -------- | ---------------- |
| Medalha de ouro   | Douglas Kipserem      | Quênia                         | 13:13.35 |                  |
| Medalha de prata  | Elroy Gelant          | África do Sul                  | 13:15.13 |                  |
| Medalha de bronze | Mangata Kimai Ndiwa   | Quênia                         | 13:16.85 |                  |
| 4                 | Getaneh Molla         | Etiópia                        | 13:17.84 |                  |
| 5                 | Peter Lagat           | Quênia                         | 13:18.78 |                  |
| 6                 | Namakwe Nkhasi        | Lesoto                         | 13:21.68 | Recorde nacional |
| 7                 | Thierry Ndikumwenayo  | Burundi                        | 13:26.24 |                  |
| 8                 | Jean Marie Niyomukiza | Burundi                        | 13:31.91 |                  |
| 9                 | Phillip Kipyeko       | Uganda                         | 13:32.77 |                  |
| 10                | Dejene Debla          | Etiópia                        | 13:33.06 |                  |
| 11                | Abdallah Mande Kibet  | Uganda                         | 13:34.52 |                  |
| 12                | Onesphore Nzikwikunda | Burundi                        | 13:34.54 |                  |
| 13                | Teklit Teweldebrhan   | Eritreia                       | 13:36.00 |                  |
| 14                | Sesebo Matlapeng      | Botswana                       | 13:43.57 |                  |
| 15                | David Kulang          | Sudão do Sul                   | 13:54.69 | Recorde nacional |
| 16                | Khalid Hamed          | Sudão                          | 14:20.24 |                  |
| 17                | John Atem             | Sudão do Sul                   | 14:20.40 |                  |
| 18                | Bakatukonka Emanuel   | República Democrática do Congo | 14:41.52 |                  |
| 19                | Tendai Zimuto         | Zimbabwe                       | 14:51.80 |                  |
| 20                | Yach Wol              | Sudão do Sul                   | 14:52.73 |                  |
| 21                | Carnisious Wenjere    | Zimbabwe                       | 16:12.55 |                  |
| 22                | Stephanus Kaudinge    | Namíbia                        | DNS      |                  |
| 22                | Jauodo Jauodo         | Moçambique                     | DNS      |                  |
| 22                | Daud Mohamed Abubakar | Somália                        | DNS      |                  |
| 22                | Selemon Barega        | Etiópia                        | DNS      |                  |
| 22                | Mohamed Bante         | Sudão                          | DNS      |                  |
| 22                | Mohamed Firsa Enyem   | Sudão                          | DNS      |                  |
| 22                | Melusi Sihlongonyane  | Essuatíni                      | DNS      |                  |

Legenda
| Recorde mundial       | Recorde mundial (World record)               |                       | Recorde africano                      | Recorde africano (African) |                                           | Q | Classificado por posição (Qualified) |
| Recorde do campeonato | Recorde do campeonato (Championship record)  | Recorde da América    | Recorde da América (Americas)         | q                          | Classificado por melhor tempo (Qualified) |   |                                      |
| Melhor marca do ano   | Melhor marca do ano (World leading)          | Recorde asiático      | Recorde asiático (Asian)              | DNS                        | Não largou (Did not start)                |   |                                      |
| Recorde nacional      | Recorde nacional (National record)           | Recorde europeu       | Recorde europeu (European)            | DNF                        | Não terminou (Did not finish)             |   |                                      |
| Recorde pessoal       | Recorde pessoal do atleta (Personal best)    | Recorde da Oceania    | Recorde da Oceania (Oceania)          | DSQ / DQ                   | Desclassificado (Disqualified)            |   |                                      |
| Recorde da temporada  | Recorde da temporada do atleta (Season best) | Recorde sul-americano | Recorde sul-americano (South America) | NM                         | Sem marca (No mark)                       |   |                                      |